# Jean Laplanche
Jean Laplanche (n. 21 iunie 1924 – d. 6 mai 2012), a fost un psihanalist francez cunoscut mai ales ca autor al lucrării Vocabularul psihanalizei, scris împreună cu J.B. Pontalis și publicat la Paris în 1967. Versiunea în limba română a apărut în 1994. Numele lui Laplanche mai este legat de introducerea psihanalizei la universitate, ca disciplină clinică, la începutul anilor 70. Din punct de vedere conceptual, el este autorul teoriei seducției generalizate.